# آلان روكا
آلان روكا (7 سبتمبر 1976 في كوبا - ) هو لاعب كرة طائرة كوبا في مركز ضارب خارجي ‏. شارك في الألعاب الأولمبية الصيفية 1996 والألعاب الأولمبية الصيفية 2000. ولعب مع Fakel Novy Urengoy ‏.

## وصلات خارجية
- آلان روكا على موقع الاتحاد الأوروبي (الإنجليزية)
- آلان روكا على موقع عالم الكرة الطائرة (الإنجليزية)
- آلان روكا على موقع دوري الدرجة الأولى الإيطالي للكرة الطائرة - رجال (الإيطالية)
- آلان روكا على موقع أوليمبيديا (الإنجليزية)